# NIGHT DANCER
『NIGHT DANCER』(ナイトダンサー) は、シンガーソングライターのimaseによる5作目の配信限定シングル。
2022年8月19日にVirgin Musicによりリリースされた。
作詞･作曲はimase、編曲はESME MORIが担当。

## 概要
imase自身が世に知られるきっかけになった楽曲。リリース前は、「Have a nice day」が主な人気曲であったが、2022年7月頃に「NIGHT DANCER」のAメロやサビなどをショート尺で公開してからは同曲の人気が高まった。その時期から、フル尺を希望する人や、imaseの歌声を賞賛する視聴者が増えた。
リリース後は瞬く間に人気に火をつけ、LE SSERAFIMなどの人気韓国グループのダンスや、ジョングクに曲が賛されるなどで、主に韓国で人気になっていった。
その後、日本には逆輸入のような形で人気になった。日本では韓国と同様、都会的な音楽の曲調が人気を博している。現在ではストリーミング再生3億回越え、ミュージックビデオは2億回再生されている。